# あきしお (潜水艦)
あきしお（ローマ字：JS Akishio, SS-579）は、海上自衛隊の潜水艦。ゆうしお型潜水艦の7番艦。艦名は秋の潮に由来する。なお、建造はされなかった改⑤計画における改夕雲型駆逐艦の計画艦の予定艦名に秋潮（あきしお）があるものの、就役した艦艇名としては旧海軍通して初の命名である。

## 艦歴

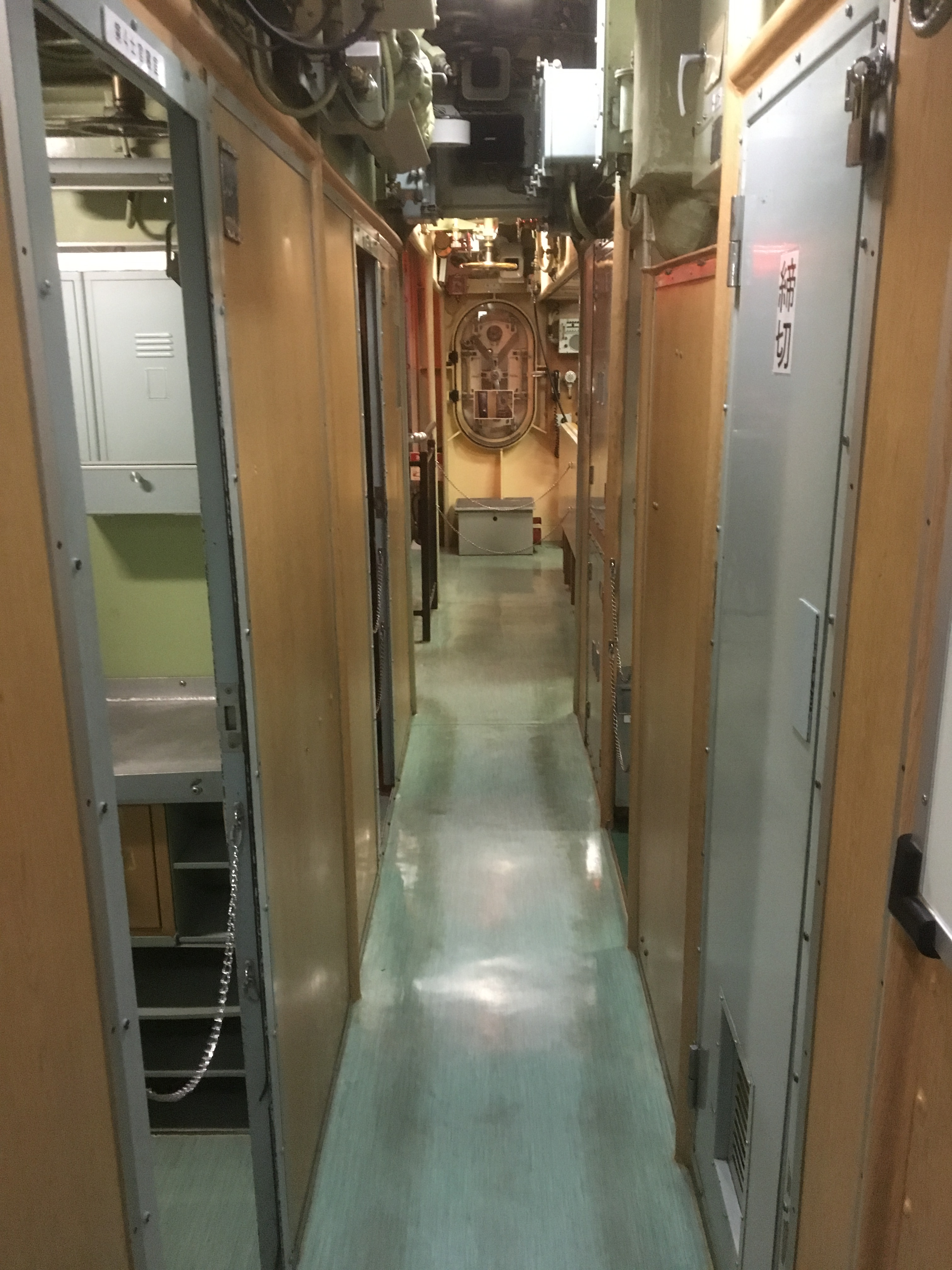
あきしおの内部

「あきしお」は、昭和57年度計画2,200トン型潜水艦8094号艦として、三菱重工業神戸造船所で1983年4月15日に起工され、1985年1月12日に進水、1986年3月5日に就役し、第1潜水隊群第1潜水隊に編入され呉に配備された。
1990年6月8日、第1潜水隊群第5潜水隊（呉）に編入。
1991年7月、特別改装工事を行い水中曳航式ソナー（ZQQ-5B系TASS）を新装された。同年8月19日に呉を出港し、ハワイ派遣訓練に参加、11月21日帰国。
2004年3月3日、除籍。
その後、海上自衛隊呉史料館に展示物として用いることとなり、史料館建設中の2006年9月24日から26日にかけての間に搬入され、現在は史料館の屋外展示物として内部に入ることも出来る。2つの潜望鏡があるが、両方とも使用することができる。
船体側面には2カ所の穴があけられ、資料館の3階から船体に入る形になっている。機械室前側のトイレや居住区のある区画より船内に入り、前方に位置する発令所を回って外部に出る順路となっている。発令所の床には覗き穴があけられ、下の魚雷発射管室を覗き見る事が出来る。発令所の手前には魚雷搬入口がある。食堂横の艦内通路ハッチなどは狭いために、ハッチを迂回する形で艦内設備が撤去されて通路が設けられている。

### 歴代艦長
| 代 | 氏名       | 在任期間               | 出身校・期 | 前職                                    | 後職                                         | 備考 |
| -- | ---------- | ---------------------- | ---------- | --------------------------------------- | -------------------------------------------- | ---- |
| 1  | 池田和隆   | 1986.3.5 - 1988.3.17   |            | あきしお艤装員長 (1985.1.12 - 1986.3.4) |                                              |      |
| 2  | 田村力     | 1988.3.18 - 1989.12.21 | 防大15期   |                                         |                                              |      |
| 3  | 蔵本正夫   | 1989.12.21 - 1990.12.9 | 防大12期   |                                         |                                              |      |
| 4  | 工藤康廣   | 1990.12.10 - 1994.3.9  |            |                                         |                                              |      |
| 5  | 菊池洋介   | 1994.3.10 - 1996.3.21  |            |                                         |                                              |      |
| 6  | 藤岡哲則   | 1996.3.22 - 1997.12.21 |            |                                         |                                              |      |
| 7  | 越英行     | 1997.12.22 - 1999.4.14 |            |                                         |                                              |      |
| 8  | 小川勝志   | 1999.4.15 - 2001.6.18  | 防大24期   |                                         | 潜水艦隊司令部付 →2001.10.4 なるしお艤装員長 |      |
| 9  | 徳納則雄   | 2001.6.19 - 2002.8.19  | 防大26期   | わかしお艦長                            |                                              |      |
| 10 | 福永賢太郎 | 2002.8.20 - 2004.3.2   | 防大29期   |                                         |                                              |      |